# Emil Sorge

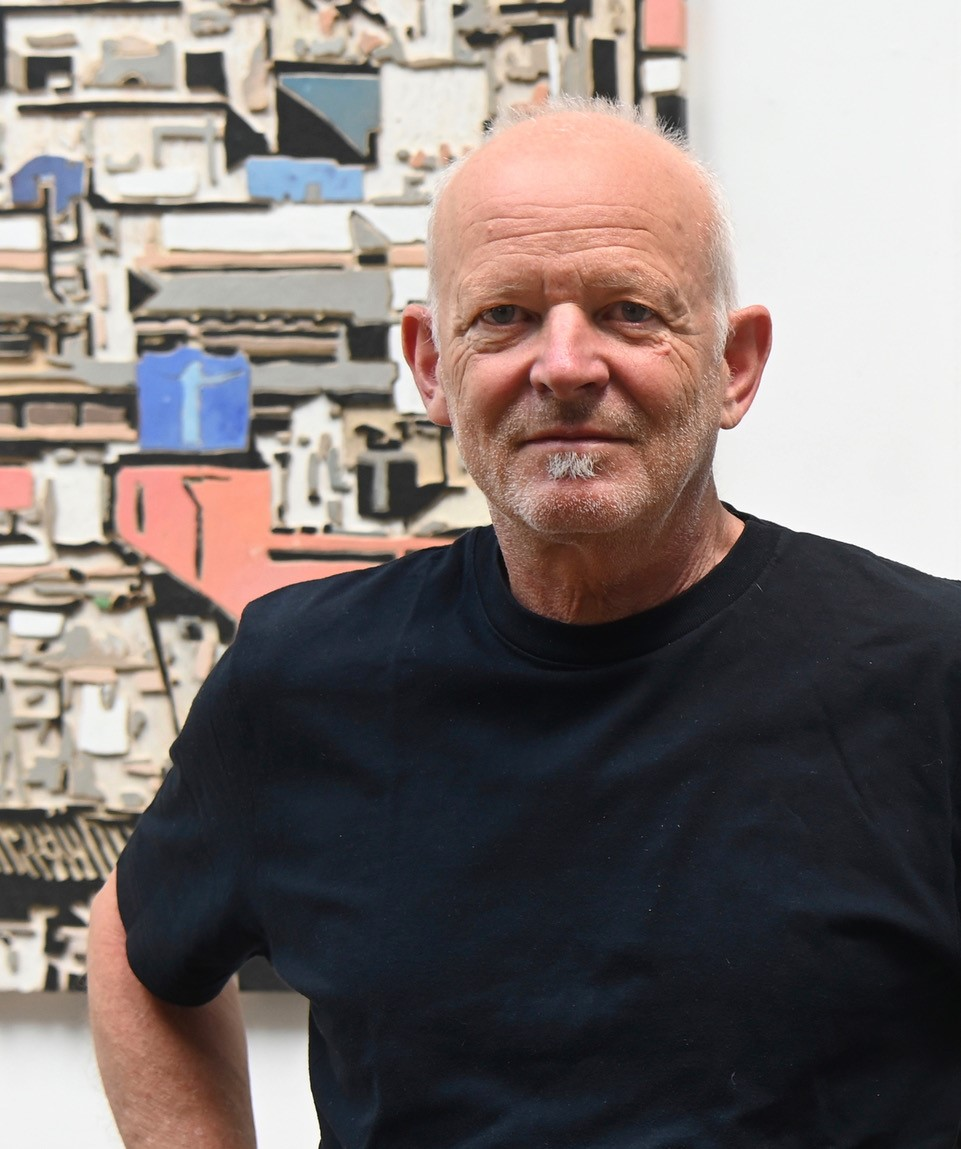
Emil Sorge, Foto Harald Krömer

Emil Sorge (* 6. Januar 1957 in Breinig, Kreis Aachen) ist ein deutscher Maler.

## Leben
Emil Sorge wurde 1957 als Jüngster von sechs Söhnen geboren und besaß bis 1963 die italienische Staatsangehörigkeit. Von 1973 bis 1975 wurde Sorge als Reklamemaler ausgebildet und studierte von 1975 bis 1981 an der Kunstakademie Düsseldorf. Dort wurde er Meisterschüler der Künstlerin Rissa. Seitdem fühlt Sorge sich der Informellen Kunst zugehörig.
Im Jahr 1983 gründete Sorge zusammen mit Win Braun, Hartmut Ritzerfeld und Franz-Bernd Becker die Vennakademie zur Förderung regionaler Kunst in Breinig. Später fand die Vennakademie auch in Aachen einen Standort. Der Begriff Venn stellt den Bezug zum Hohen Venn und zur ländlichen Eifel dar und Akademie den zum städtischen Düsseldorf. Diese Stadt war für die vier Künstler eine prägend, da sie hier meist durch ihr Studium engen Kontakt zu Joseph Beuys und seinem Umfeld hatten.
Im Jahr 1991 errang Emil Sorge im Kunstwettbewerb Die große Schöpfung in Aachen den 1. Preis.
Für das Wintersemester 2010/2011 erhielt Sorge an der RWTH Aachen einen Lehrauftrag am Lehrstuhl Plastik.
Seine künstlerischen und formalen Wurzeln hat Sorge im Expressionismus, aber auch in der Pop-Art der 70er Jahre, die er als junger Student bei seinen Besuchen in der Neuen Galerie Aachen für sich entdeckte, hat ihn ebenso beeinflusst wie die Begegnung mit der informellen Malerei eines Karl Otto Götz oder der des ebenfalls aus seiner Geburtsstadt stammenden Karl Fred Dahmen. Obwohl die Werke von Sorge abstrakten Charakters sind, finden sich in ihnen immer auch figurative und gegenständliche Elemente sowie Tier- und Menschengestalten, Mischwesen, magische Zeichen und Chiffren. Hierbei verschmelzen Abstraktion und Figuration zu einem unverwechselbaren künstlerischen Ausdruck.
Emil Sorge malt auf selbstgefertigtem Papier und collagiert. Seine Fotografien, Luftaufnahmen und Drohnenbilder sind oftmals Vorlagen und Inspiration für seine Holzarbeiten. Zu seinem Werk gehören zudem leuchtende Skulpturen.
Zahlreiche Einzel- und Gruppenausstellungen im In- und Ausland hat Sorge im Laufe seines Künstlerlebens ausgerichtet. Heute lebt und arbeitet er in Stolberg-Breinig.

Bildauswahl
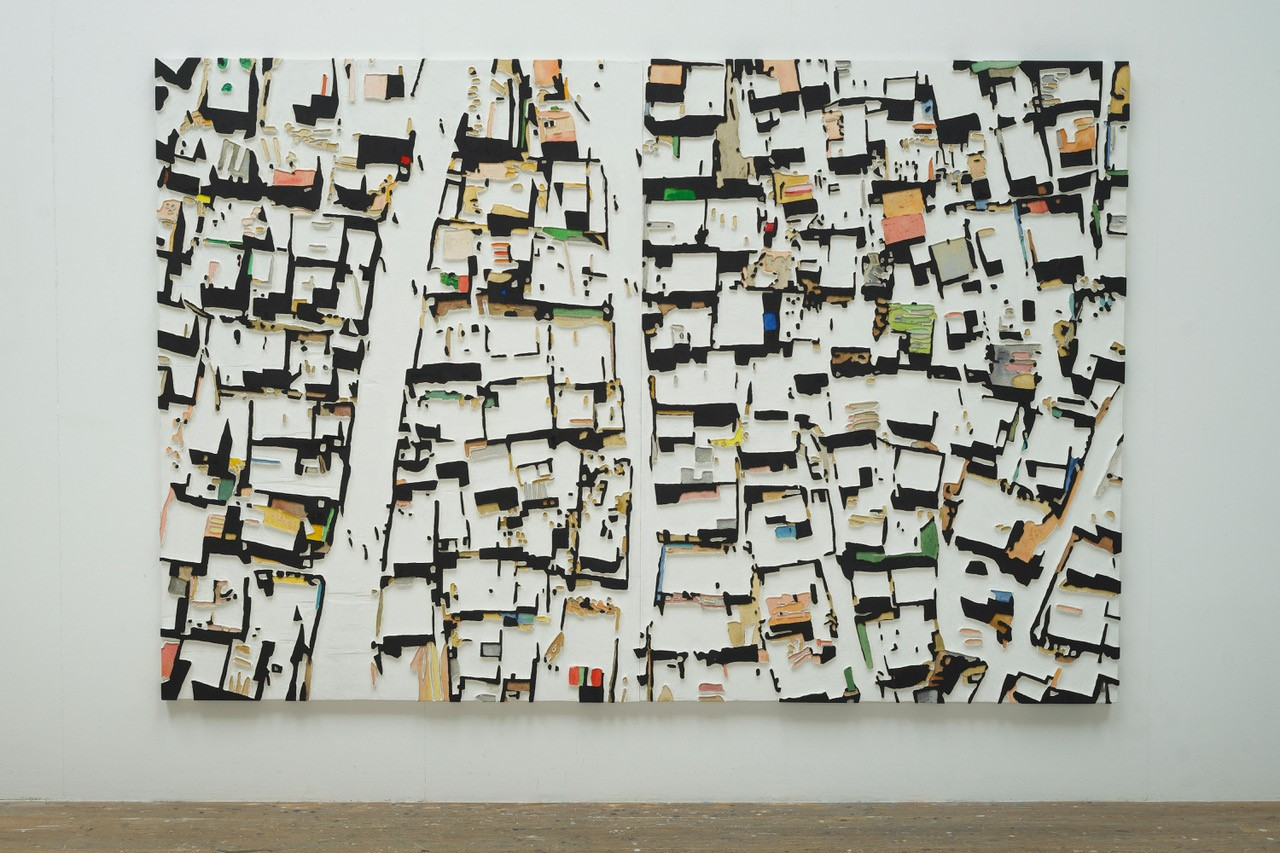
Township, 2019
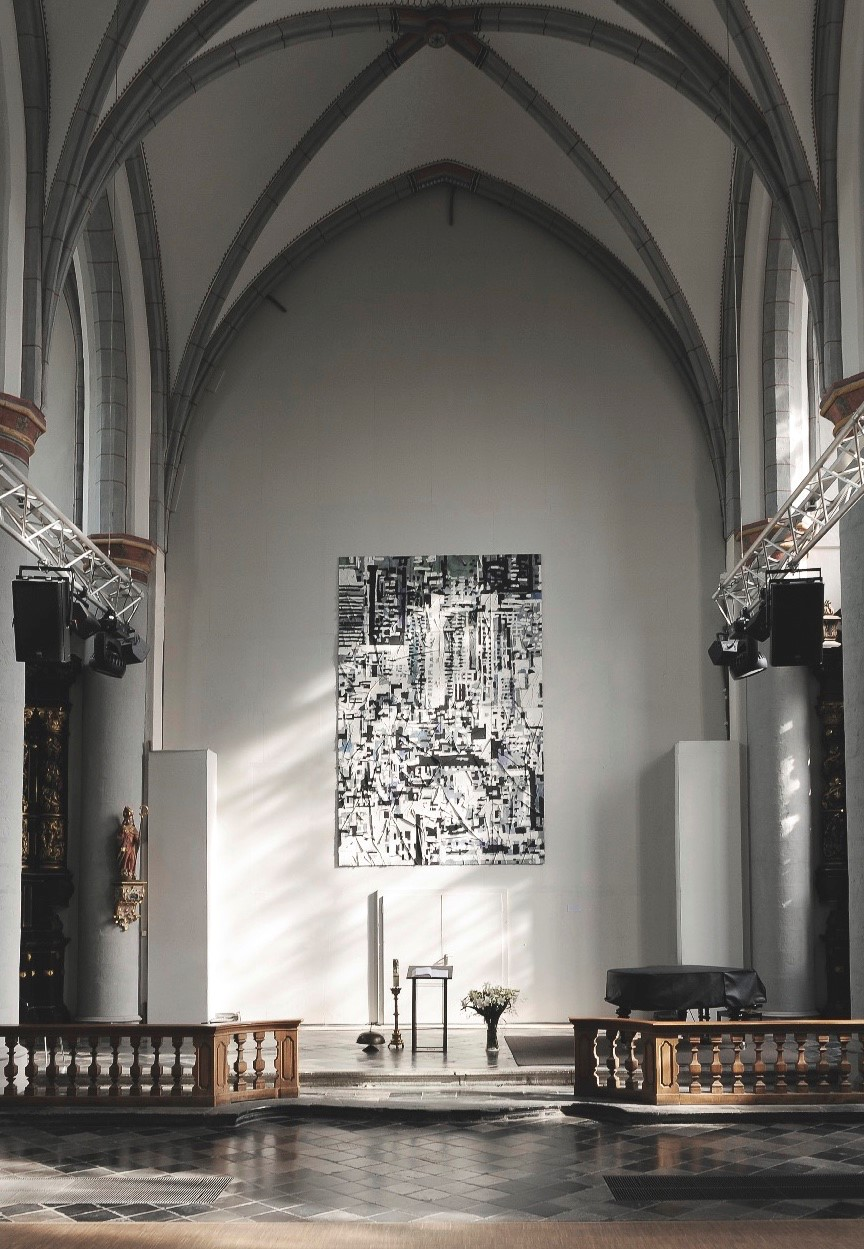
Kaskade, 2013
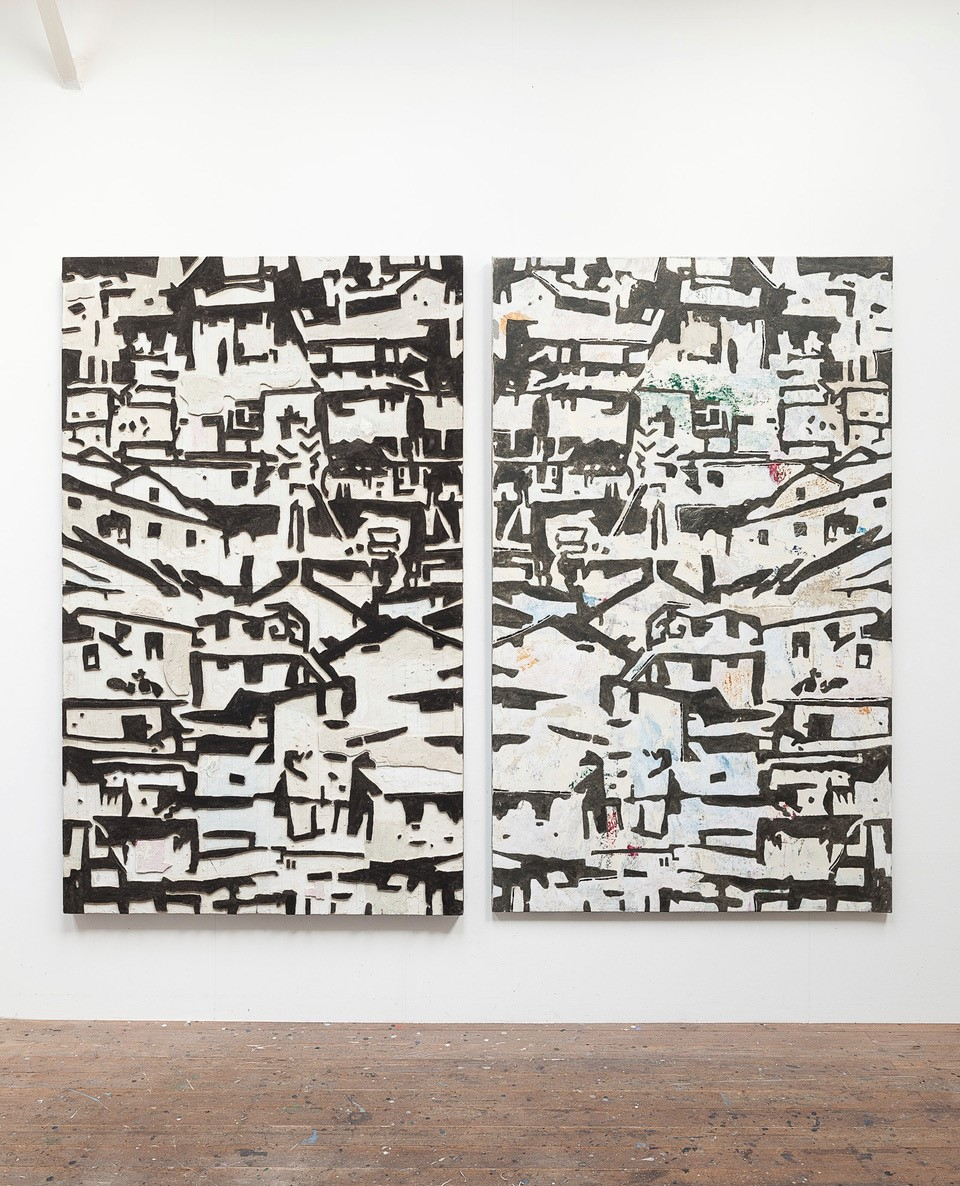
Favela, 2013

## Ausstellungen

### Einzelausstellungen (Auswahl)
- 2024 Resonanz, Galeria am Elisengarten, Aachen
- 2023 Strukturen, Kunstverein Xanten[4]
- 2022 Künstlerische Doppel zum Hausherrenfest, Kunstverein Radolfzell[5]
- 2020 Flucht Punkte, Kunstverein Unna[6]
- 2020 Komm in mein Boot, Kunstverein Würzburg e.V.
- 2019 SHARE, Kunstverein Region Heinsberg, Heinsberg[7]
- 2018 Transmission, Museum Zinkhütter Hof, Stolberg[8]
- 2016 Stadt Land Fluss, Eschweiler Kunstverein[9]
- 2014 Zwölf Monde, Raum für Kunst, Aachen[10]
- 2014 Rhythmen, HLP Galerie, Wesseling
- 2013 Kaskade, St. Nikolaus (Aachen)
- 2013 Rush, Galerie Einmalich, Roetgen
- 2012 Campus, Forum für Kunst, Herzogenrath
- 2010 Linienspiele, HLP Galerie, Wesseling
- 2010 Schwarzes Haus Rotes Haus, Kunst- und Kulturzentrum Monschau (KuK)
- 2009 THEBAN, Galerie ARTCO, Herzogenrath
- 2009 Sorge trifft Lakner, Galerie am Elisengarten, Aachen
- 2008 Feuer und Eis, Kulturhaus Hillesheim
- 2007 Kunstverein Husum und Umgebung e. V. Rathaus Husum, Husum
- 2007 Kunstverein Nümbrecht e.V., Nümbrecht
- 2006 Einschnitte, Regio IT Aachen
- 2005 Helgoland, Galerie Engert Eschweiler
- 2003 Die Überfahrt, Forum für Kunst u. Kultur, Herzogenrath
- 2002 Reichsabtei Kornelimünster, Sammlung NRW, Aachen
- 1996 Galerie Wolf, Schloss Dyck, Jüchen
- 1995 Bergkirche, Aachen-Kornelimünster
- 1990 Bergkirche, Aachen-Kornelimünster
- 1988 Neuer Aachener Kunstverein
- 1988 Galerie Ilverich, Meerbusch,
- 1984 Galerie Löhrl, Mönchengladbach
- 1981 Galerie Brusten, Wuppertal

### Gruppenausstellungen (Auswahl)
- 2023 ARTe Stuttgart, HLP Galerie[11][12]
- 2023 AAF Brüssel, Galerie Chiefs & Spirits, Den Haag
- 2022 New York Spring Art Fair, Chiefs & Spirits Gallery Den Haag NL
- 2022 KunstRAI Art Amsterdam international art fair, HLP Galerie
- 2021 DIE GROSSE Kunstausstellung NRW, Museum Kunstpalast und NRW Forum in Düsseldorf,[13]
- 2021 KunstRAI Art Amsterdam international art fair, HLP Galerie
- 2021 Affordable Art Fair, Hamburg, HLP Galerie
- 2021 Context Art Maimi USA, Chiefs & Spirits Gallery Den Haag NL
- 2019 Discovery Art Fair, Köln, HLP Galerie
- 2019 ATRe Wiesbaden, HLP Galerie
- 2019 Affordable Art Fair, Hamburg, HLP Galerie
- 2019 DIE GROSSE Kunstausstellung NRW, Museum Kunstpalast und NRW Forum in Düsseldorf, Ehrenhof 2
- 2018 Discovery Art Fair, Frankfurt, HLP Galerie
- 2018 Affordable Art Fair, Hamburg, HLP Galerie
- 2017 Kölner Liste, HLP Galerie, Wesseling
- 2015 Harte Zeiten, Schloss Burgau, Düren
- 2014 Schutzraum, Fronleichnamskirche, Aachen
- 2013 Cologne Paper Art, HLP Galerie, Wesseling
- 2010 Aachener Künstler, Kunstverein Aalen e.V., Aalen
- 2010 Made in Germany, Galerie Henn, NL - Maastricht
- 2009 Eifel Hohes Venn Collection, IKOB – Museum für zeitgenössische Kunst, Eupen
- 2008 Eingemischt und Zugetan II, Stadtmuseum Boppard, Boppard
- 2008 Cubes, Atrium Kunstsalon, Bad Honnef
- 2006 Stedelijk Museum Roermond, NL-Roermond
- 2006 Carte Blanche, St. Fronleichnam (Aachen)
- 2005 Eifelmaler, Schloss Burgau, Düren
- 2004 Fundstelle, Galerie Engert, Eschweiler
- 2001 LABOR, Eupen, Belgien
- 2000 Schloss Arenfels, Bad Hönningen
- 1999 Aachen 2000, Ludwig-Forum, Aachen
- 1995 ART Cologne, Galerie Wolf, Düsseldorf
- 1994 Art Frankfurt, Galerie Wolf, Düsseldorf,
- 1994 Art Cologne, Galerie Wolf, Düsseldorf
- 1989 Musée des Beaux-Arts, Verviers, Belgien,
- 1989 Galerie Treppe, Düren,
- 1989 Die Eifelmaler, Neue Galerie, Sammlung Ludwig
- 1987 Suermondt-Ludwig-Museum Aachen
- 1986 Neue Galerie, Sammlung Ludwig, Aachen
- 1986 FMK-Galerie, Budapest,
- 1983 Brühler Kunstverein e. V., Brühl
- 1979 Künstlerhaus Hamburg, Hamburg

## Schriften (Auswahl)
- Zwölf Monde, Herausgeber: RAUM für KUNST, Sparkasse Aachen, Text: Dirk Tölke, Übersetzung: Sabine Kranz, 2014
- Black house, red house, Herausgeber: Kunst- und Kulturzentrum der StädteRegion Aachen, Text: Alexandra Kolossa, Übersetzung: Paula Niemietz, Verlag: Kühlen, Mönchengladbach, 2010, ISBN 978-3-87448-332-2 kart.
- Einschnitte – Bilder und Skulpturen aus 20 Jahren, Herausgeber: Joachim Melchers im Auftr. der ARTCO Kunstagentur GmbH, Texte: Wolfgang Becker; Dietmar Sous; Gabriele Uelsberg, Verlag: Kühlen, Mönchengladbach, 2006, ISBN 978-3-87448-272-1 kart.
- Bilder 1988, Katalog zur Ausstellung, Text: Wolfgang Becker, Neuer Aachener Kunstverein (Hrsg.), ISBN 978-3-929261-17-2
- Resonances-The Power Of Images, Katalog zur Ausstellung; Texte: Alexandra Kolossa Von der Macht der Bilder; Tillmann Sonnenernter lichtung, ISBN 978-3-00-077352-5